# Praseodym
Praseodym (af græsk; praios, "grøn" og didymos, "tvilling") er det 59. grundstof i det periodiske system, og har det kemiske symbol Pr: Under normale temperatur- og trykforhold optræder stoffet som et gråhvidt metal, som ved kontakt med atmosfærisk luft danner en et grønt oxid — dette oxid skaller med tiden af, og giver derved luften adgang til mere metal. Af den grund bør metallisk praseodym opbevares nedsænket i f.eks. mineralsk olie for at hindre luften i at "nå" metallet.

## Kemiske egenskaber
Praseodym er mindre reaktionsvilligt end andre lanthanider som europium, lanthan, cerium og neodym. I kemiske forbindelser optræder det normalt med oxidationstrin +3 som en gul eller brun kation, om end oxidationstrin +4 (farveløs kation) også forekommer.
Rent, metallisk praseodym kan antage to forskellige krystalstrukturer afhængigt af temperaturen: Under 798 °C har metallet en hexagonal struktur og omtales som α-praseodym, mens det over denne temperatur bliver kubisk rumcentreret og omtales som β-praseodym.

## Tekniske anvendelser
Praseodym indgår i film-industriens kulbuelamper, og bruges i legeringer med magnesium og danner derved et stærkt metal der bruges i flymotorer. Forskellige praseodymforbindelser bruges som gult farvestof i glas og emaljer, og i glas til brug i beskyttelsesbriller for svejsere og glasblæsere.

## Forekomst og udvinding
Praseodym findes i små mængder i Jordens skorpe; 9,5 ppm, eller 0,00095 procent, primært i mineralerne monazit og bastnasit, hvorfra det udvindes ved en ionbytnings-proces.

## Historie
I 1841 isolerede den svenske kemiker Carl Gustav Mosander et metal kaldet didymium; et stof man på den tid mente var ét grundstof, indtil Per Teodor Cleve i 1874 opdagede at didymium i virkeligheden er en blanding af to grundstoffer. Det lykkedes i 1885 for den østrigske kemiker Carl Auer von Welsbach at skille didymium i dets to bestanddele; praseodym og neodym, som gav salte med forskellige farver.

## Isotoper af praseodym
Naturligt forekommende praseodym består af én stabil isotop, Pr-141, men der ud over kender man yderligere 38 isotoper der alle er radioaktive.